# Melodie
Eine Melodie (von griechisch μελῳδία melōdía, deutsch ‚Sangesweise, Melodie‘, aus μέλος mélos, deutsch ‚Weise, Lied‘, und ᾠδή ōdḗ, deutsch ‚Gesang‘) ist in der Musik eine charakteristisch geordnete zeitliche (horizontale, sequentielle) Folge als Gestalt aus Tönen (Tonfolge). Sie ist durch die auftretenden Intervalle, die Richtung von deren Tonhöhen (fallend, steigend) und ihren Rhythmus bestimmt. Meist ist sie in sich geschlossen (vgl. Periode), in verschiedene Abschnitte gegliedert (Motive) und in der Vokalmusik von einem Text unterlegt. Kennzeichnend für eine Melodie ist, dass sie als selbständige erinnerliche und ausdrucksvolle Gestalt wahrgenommen wird.

## Allgemeines
Der Begriff Melodie bezeichnet im engeren Sinne:
- eine in der Regel singbare, in sich geschlossene Folge von Tönen,
- die Weise bzw. Vertonung eines Liedes und
- ein Thema eines größeren Musikstückes.

Die maßgebliche Eigenschaft der Melodie ist die Möglichkeit ihrer Wiedererkennung sowie ihrer Reproduktion unabhängig von der Tonhöhe, in der sie ursprünglich stand.

„Wir nennen Musik nicht das Hervorbringen von Tönen überhaupt, sondern von gewissen Anordnungen der Töne, seien sie noch so einfach. Und dabei ist es für die Musik im menschlichen Sinne ein ganz wesentliches Merkmal, daß diese Anordnungen unabhängig von der absoluten Tonhöhe wiedererkannt und wiedererzeugt werden können. Eine Melodie bleibt die nämliche, mag sie vom Baß oder vom Sopran, mag sie in C oder in E gesungen werden. Diese Fähigkeit des Wiedererkennens und des Transponierens von Melodien finden wir unter den Naturvölkern, soweit unsere Kenntnisse reichen, allgemein.“

 Aus diesem Grund ist eine Melodie keine Abfolge von konkreten Tonhöhen (wenngleich sie aus praktischen Gründen so notiert wird), sondern deren durch einen Abstraktionsprozess gewonnene Abfolge von Intervallen.
Melodien weichen je nach Historie, Musikstil und Kultur stark voneinander ab. Neben harmonischen Aspekten und Phrasierung untersucht die Melodielehre insbesondere Anfangs- und Schlussbildung sowie die Gewichtung und Anordnung von Haupt- und Nebentönen. Da sich Musik in der Zeit ereignet, wird eine Folge von Tönen erst dann zur Melodie, wenn sie nicht nur der Höhe nach, sondern auch in zeitlichen Dauern angeordnet sind (was Pausen einschließt), also eine bestimmte rhythmische Struktur aufweist. Als Tonfolge bezeichnet man die Abfolge von Tonhöhen und deren zeitliche Anordnung, nicht jedoch der Tonlängen.
Melodien unterliegen häufig variativer oder thematisch-motivischer Arbeit. Sie können mit unterschiedlichen Harmonien versehen werden, wobei eine Reharmonisation in der Regel die Originalmelodie unangetastet lässt. Eine leichte rhythmische Veränderung der Melodie liegt oft im Bereich der künstlerischen Freiheit einer Aufführung, zumindest solange das Original noch gut erkennbar ist. Im Jazz bildete anfangs die Melodie noch vor den Harmonien den Ausgangspunkt für die Improvisation. Später lösten sich Jazzmusiker beim Improvisieren gänzlich von der Vorlage der Melodie, das Harmonieschema (Change) reicht für eine gelungene Improvisation aus. Es ist aber üblich, vor und nach den Improvisationen das Thema (die Melodie) vorzustellen.

## Geschichtliches
Als Differenzierung des Begriffs Thema entwickelte sich die Bezeichnung Melodie erst im 19. Jahrhundert mit dem aufkommenden Kunstlied, insofern Melodie im Unterschied zum Thema auch singbar für sich allein stehen kann. Große Bedeutung erlangte dabei der besonders einprägsame Refrain.

## Rechtsfragen
Da die Melodie Gegenstand des Urheberrechtsschutzes ist, befassen sich Gesetze und Rechtsprechung weltweit mit ihr. Das Schaffen einer Melodie begründet geistiges, also immaterielles Eigentum, das von niemandem verletzt werden darf. Rechtlich gesehen muss eine Melodie schöpferische Merkmale aufweisen. Sie ist eine in sich geschlossene und geordnete Tonfolge, welche für sich genommen schöpferische Eigentümlichkeit im Sinne des § 2 Abs. 2 UrhG aufweist und mindestens den Erfordernissen der so genannten kleinen Münze – als urheberrechtlich gerade noch schutzfähigen Teils eines Werkes – genügt. So sind etwa ein einzelner Klang bzw. Sound, ein einzelnes Signal oder auch ein bloßer Rhythmus – isoliert von einer Melodie – nicht geschützt, wohl aber Sound-Samplings, wenn deren Bestandteile Melodien im Sinne des § 24 Abs. 2 UrhG sind.
Der hierin verankerte Melodienschutz umfasst das Verbot, eine bereits geschützte Melodie einem weiteren Werk zugrunde zu legen (objektives Kriterium) und einen subjektiven Aspekt, wonach der Komponist des neuen Werks das ältere Werk gekannt und bei seinem Schaffen darauf zurückgegriffen hat. Nur zufällige Übereinstimmungen der Melodien werden vom Melodieschutz dem BGH zufolge nicht erfasst. Doch erscheine angesichts der Vielfalt der individuellen Schaffensmöglichkeiten auf künstlerischem Gebiet eine weitgehende Übereinstimmung von Werken, die auf selbständigem Schaffen beruhen, nach menschlicher Erfahrung nahezu ausgeschlossen. Von diesem Erfahrungssatz sei grundsätzlich auch für den Bereich musikalischen Schaffens auszugehen. Dass es bei der Komposition zufällige Übereinstimmungen mit bereits geschützten Melodiepassagen geben kann, ist rechtlich somit nahezu ausgeschlossen. Bestehen wesentliche Übereinstimmungen im melodischen Bereich, spricht der Anscheinsbeweis für eine unzulässige Entnahme. Die Doppelschöpfung stellt somit eine Ausnahme dar. Dieser so genannte Melodienschutz schützt eine schöpferische Tonfolge bis zum Eintritt der Gemeinfreiheit, und selbst die unveränderte Entnahme der Melodie im Sinne freier Werknutzung gemäß § 24 Abs. 1 UrhG ist in diesem besonderen Fall nicht statthaft. Wird gegen diesen Melodieschutz verstoßen, liegt ein Plagiat vor, das Schadensersatzansprüche auslösen kann. In zahlreichen Urteilen musste als letzte Instanz der BGH über Plagiatsfälle entscheiden und dabei das objektive Kriterium des Melodieschutzes musikwissenschaftlichen Gutachtern überlassen, weil häufig die Unterschiede zwischen den Musikwerken nur marginal waren.

## Melodie in der Sprachwissenschaft
Die Sprachwissenschaft kennt Melodie im übertragenen Sinne als die Satzmelodie, also die Modulation der Stimmhöhe während der Äußerung eines Satzes (siehe auch Prosodie, Tonalität).